# Bentley Bentayga
Bentley Bentayga (рус. Бентейга) — среднеразмерный кроссовер сегмента «суперлюкс», выпускающийся британской компанией Bentley Motors с 2015 года. Это первый кроссовер компании, он планировался ещё с 2012 года и представляет собой эволюцию концепт-кара EXP 9 °F. Впервые был представлен на Франкфуртском автосалоне 2015 года. Построен на платформе Volkswagen MLB, которая использовалась на втором поколении Audi Q7, третьем поколении Porsche Cayenne и Volkswagen Touareg, а также Lamborghini Urus, с которым Bentayga разделила около 20 % общих комплектующих. Продажи начались в ноябре 2015 года. В России продажи начались в апреле 2016 года по цене около 17 млн рублей или около 209 тысяч долларов, что делает его самым дорогим серийным кроссовером в мире.
В марте 2017 года появилась самая дорогая модификация - Bentley Bentayga Mulliner (рус. Муллинер).

## Появление

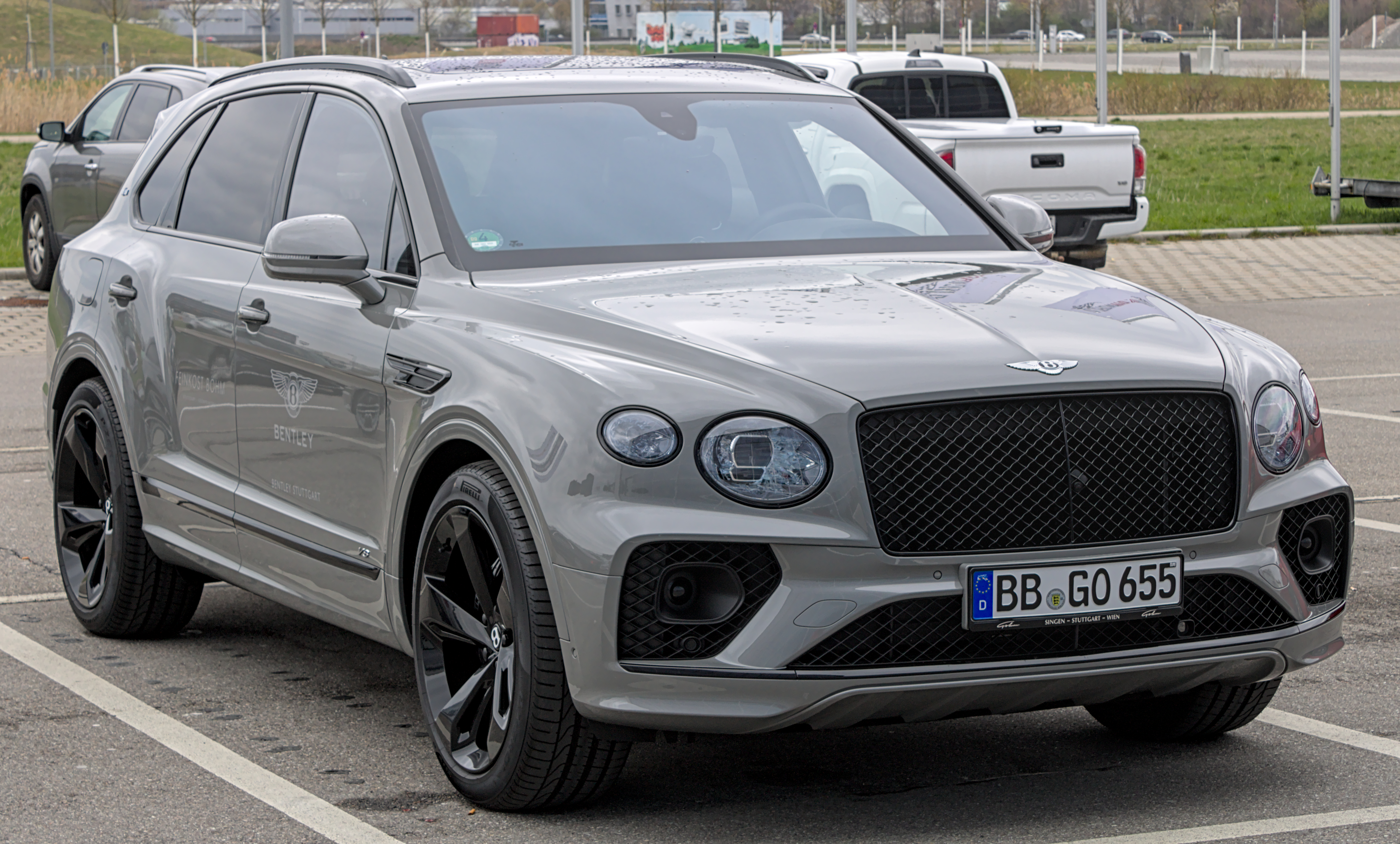
Bentley Bentayga рестайлинг

Компания Bentley уже давно планировала кроссовер в своём модельном ряду. Своё первое воплощение компания представила в марте 2012 года под названием Bentley EXP 9 °F. Концепт-кар, как и будущий автомобиль, имел общую с Porsche Cayenne платформу и имел двигатель W12. Однако после этого появления новости об автомобиле практически прекратились на 3,5 года. Спустя полгода после Женевского автосалона компания заявила, что автомобиль получит несколько иную внешность. Спустя ещё полгода компания изъявила желание собирать кроссовер на заводе в Братиславе, где уже налажено производство соплатформенных автомобилей, что означало, что автомобиль должен стать первым, который перестанут собирать на единственном заводе Bentley в городе Кру (позже компания отказалась от этой задумки). Ещё через год появились фотографии будущего кроссовера, кроме того, компания подтвердила, что уже собрала около 2000 заказов (а к началу продаж число увеличилось ещё на 2,5 тысячи, из них 10 % составили автомобили, заказанные из России) на самый дорогой серийный кроссовер в мире (при том, что компания планировала собирать не более 3000 автомобилей в год, что и так составляет почти половину всех продаж компании). Спустя ещё полгода автомобиль был замечен на тестировании, а также стало известно, что премьера автомобиля планируется лишь через 2 года — в 2016 году. Также стали известны планируемая цена (от 221,5 тысячи долларов, позже она уменьшилась) и техническое оснащение автомобиля. К концу 2014 года стало известно название будущего кроссовера — Bentayga (в честь скал Бентайга на острове Гран-Канария Канарского архипелага), а не Falcon, как планировалось изначально. Окончательный вариант внешности автомобиля и технические характеристики были анонсированы лишь в сентябре 2015 года. Спустя месяц компания заявила, что планирует также выпустить экономичную версию автомобиля, а ещё через 2-3 года — внедорожное купе на базе Bentayga.

## Оснащение

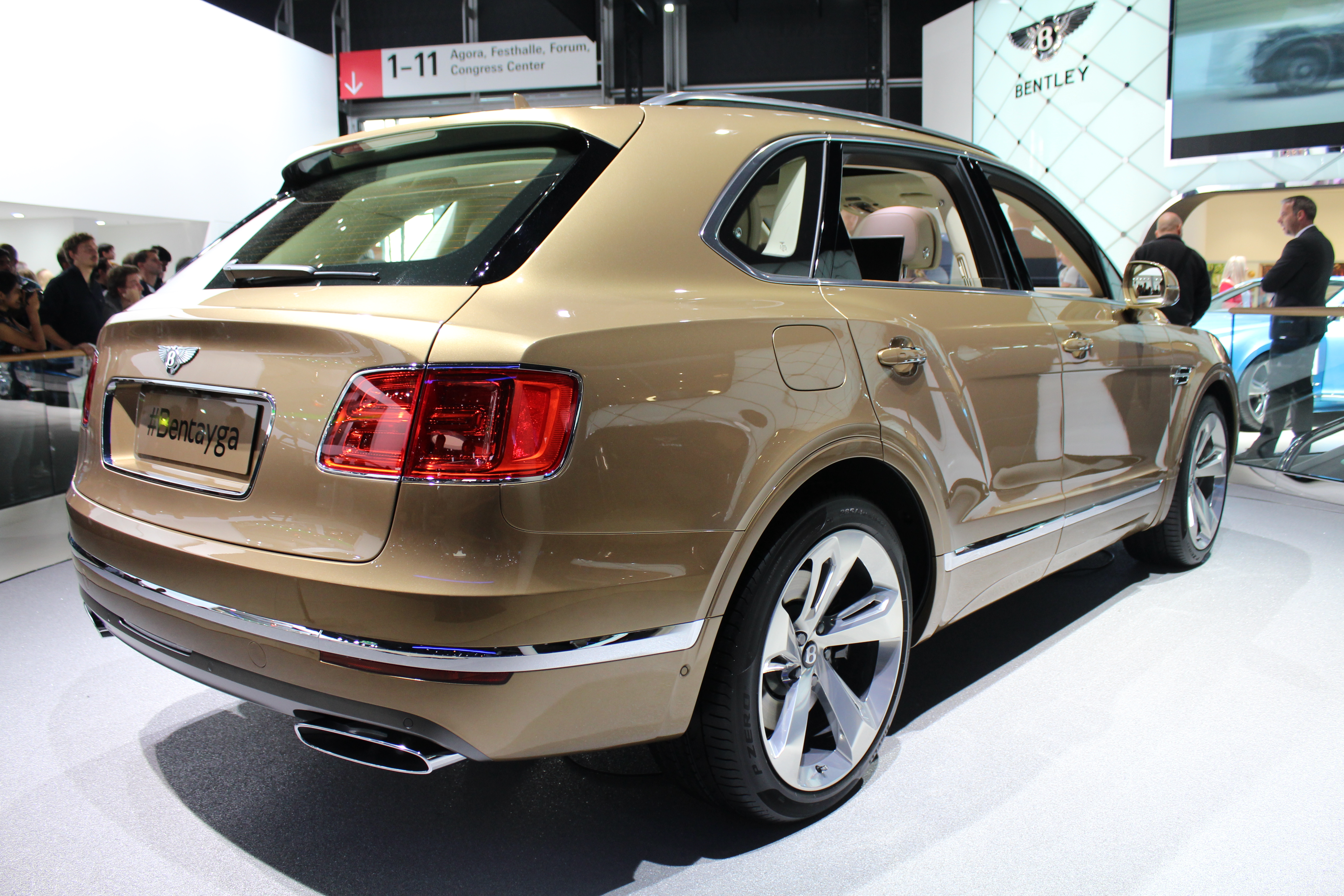
Вид сзади

Bentayga имеет адаптивную пневмоподвеску и постоянный полный привод на основе дифференциала Torsen. Оснащён шестилитровым твинтурбобензиновым 12-цилиндровым двигателем с W-конфигурацией, используемым также на Audi A8L W12, Bentley Continental GT, Volkswagen Phaeton 6.0 W12. Первоначально планировался также дизельный двигатель. Всю мощность двигателя передаёт 8-ступенчатая автоматическая коробка передач ZF с восемью режимами движения, причём 60 % мощности получают задние колёса, а 40 % — передние. Максимальная скорость автомобиля ограничена 301 км/ч, а разгон до 100 км/ч автомобиль проделывает за 4,1 секунды, при этом средний расход топлива Bentayga — около 12,8 литров/100 км.
Интерьер автомобиля представлен оформлением из кожи и дерева в классическом стиле Bentley. Bentayga имеет активный круиз-контроль, проекционный дисплей, инфракрасную камеру, аудиосистему Naim for Bentley, систему ночного видения, систему удержания полосы движения, съёмный сенсорный пульт для задних пассажиров и многое другое, характерное для автомобиля такого уровня.

## Модификации
- V8 - оснащается бензиновым мотором V8, 4,0 л, 550 л.с. Этот же двигатель устанавливается на Porsche Cayenne третьего поколения и Lamborghini Urus.
- Diesel - первый в истории марки Bentley дизельный автомобиль. Оснащается дизельным мотором V8, 4,0 л, 435 л.с. Двигатель позаимствован у «заряженного» кроссовера Audi SQ7.
- Mulliner - самая дорогая и роскошная модификация. Отличается от версии Bentayga иными колёсными дисками и холодильником для задних пассажиров.
- Hybrid - первый в истории бренда серийный гибрид. В силовую установку входят двигатель V6 (2,9 л) и электромотор. Такая же силовая установка устанавливается на Porsche Panamera второго поколения.
- Speed - самая мощная версия семейства. Оснащается форсированным бензиновым мотором W12, 6,0, 635 л.с.